# Duderstädter Landwehr

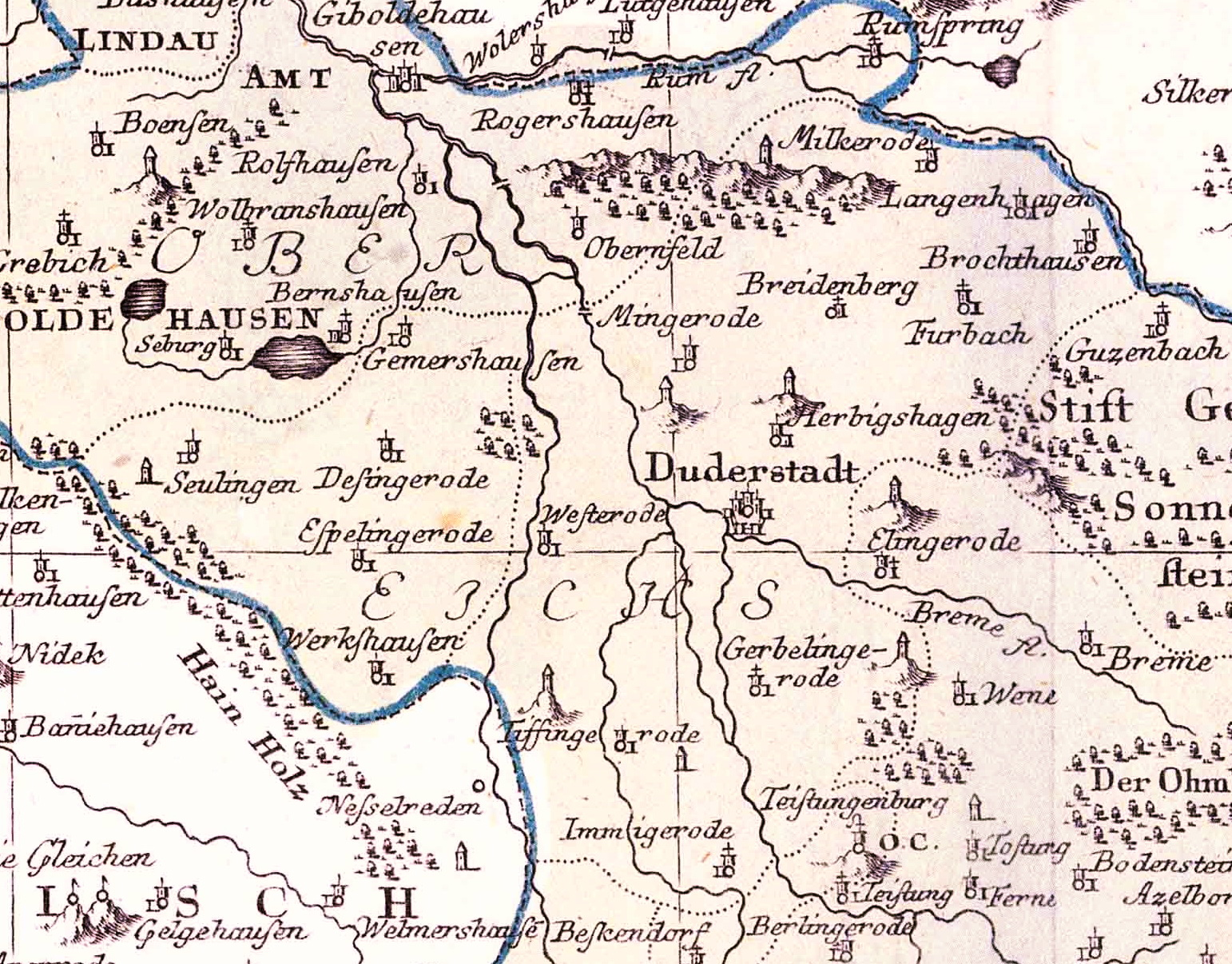
Das Gebiet des Gerichts Duderstadt auf einer Karte von 1759

Die ab dem 14. Jahrhundert errichtete Duderstädter Landwehr war eine vorgeschobene Befestigung der Stadt Duderstadt. Die Landwehr schloss das zur Stadt gehörende Umland in die städtischen Verteidigungsanlagen ein, die aus einer umlaufenden Stadtmauer und einem Wall mit Graben bestanden. An wichtigen Straßendurchlässen und erhöhten Landmarken im Verlauf der Landwehr bestanden Warttürme. 

## Landwehr

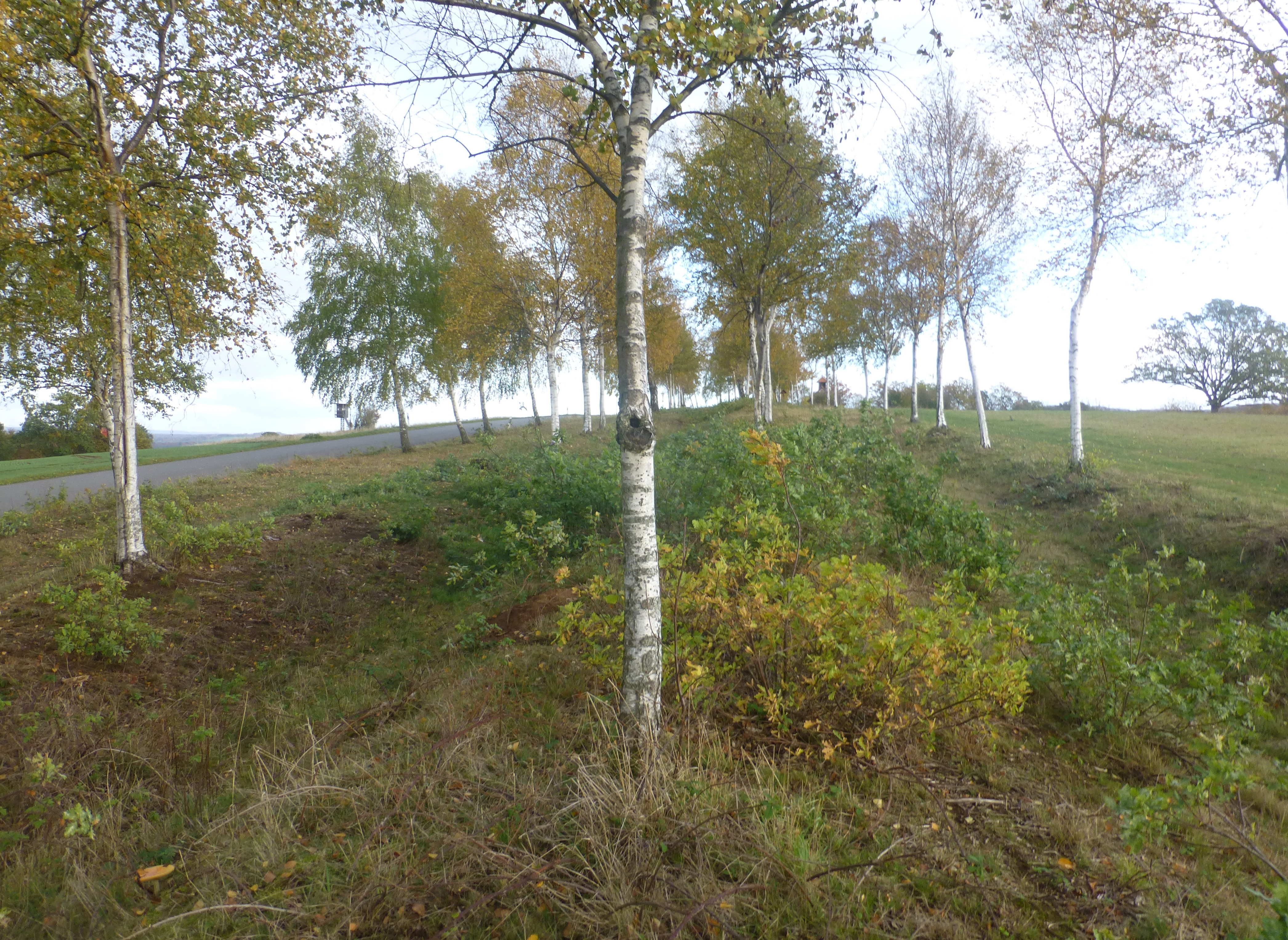
Landwehrabschnitt mit Wall und Graben bei Gut Herbigshagen

Die Duderstädter Landwehr bestand aus einer vermutlich älteren inneren und einer äußeren Landwehr. Die Anlage erfolgte als Wall-Grabenanlage, die durch Hecken undurchdringlich gemacht wurde, in bewaldeten Gebieten auch als einfacher Knick. Dornenbüsche wurden alle paar Jahre umgeknickt und miteinander verflochten. Für eine dauerhafte Erhaltung der Anlagen wurden die Anwohner der benachbarten Dörfer durch den Rat der Stadt herangezogen. Die Landwehr stand unter der Aufsicht eines Knickmeisters, zur Finanzierung wurde ein Knickgeld erhoben. Sowohl Landwehr, als auch Knick konnten das Territorium der Stadt nicht ausreichend vor kriegerischen Ereignissen schützen, aber vor dem Eindringen von Heerhaufen, Räubern und dem Wegführen von Viehbeständen. Darüber hinaus leitete sie den Verkehr zu den bewachten Straßendurchlässen.

## Warttürme
Zur Landwehr von Duderstadt gehörten bis zu 16 Warttürme im näheren und weiteren Umfeld der Stadt. Eine exakte Benennung und Einordnung ist nicht möglich, da nicht alle Warten gleichzeitig existierten und zu unterschiedlichen Zeitpunkten auch verschiedene Namen aufwiesen. Namentlich bekannt sind die Euzenbergwarte, Pferdebergwarte, Lindenbergwarte, Hahnekratzwarte, Sulbergwarte, Rote Warte, Tettelwarte, Desingeroder, Hilkeröder, Seulinger und Nesselröder Warte sowie die Wehnder Warte, auch als Feuerhakenwarte bezeichnet. 
Um 1440 beschlossen der Abt vom Kloster Gerode, die Stadt Duderstadt, die Besitzer der Burg Bodenstein sowie die Herren von Westernhagen den Bau einer Warte auf dem Graseforst. Ob sie erbaut wurde, ist nicht bekannt. Unmittelbar westlich von Rollshausen gibt es einen Warteberg mit b196,5 m ü. NHN, der auf einen weiteren Standort einer Warte hinweist.
Wehnder Warte

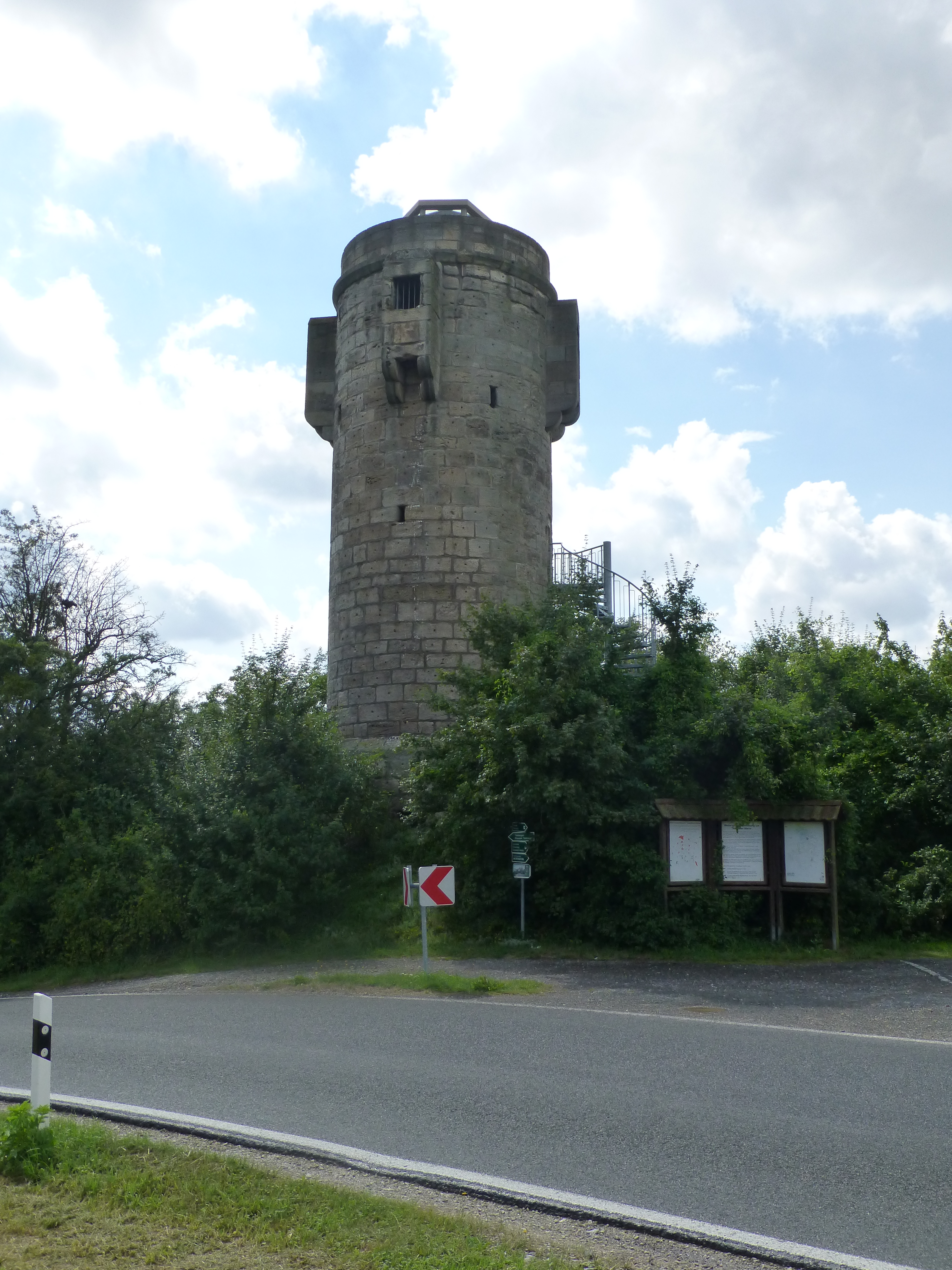
Die Wehnder Warte

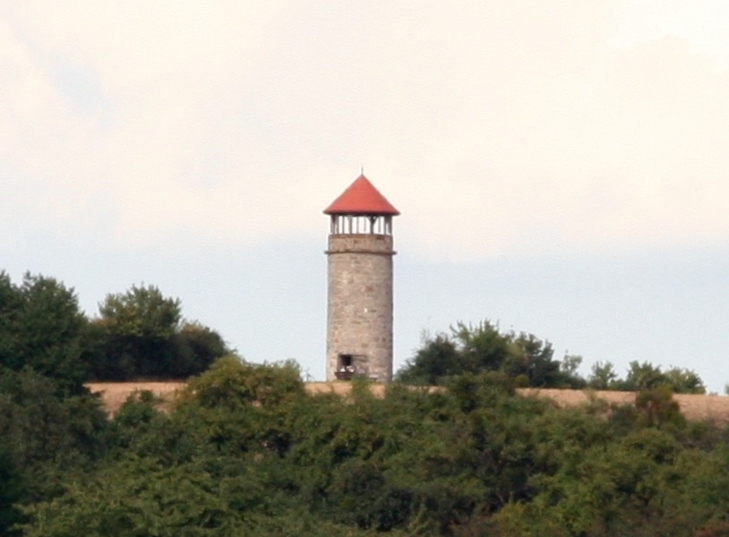
Die Sulbergwarte bei Mingerode

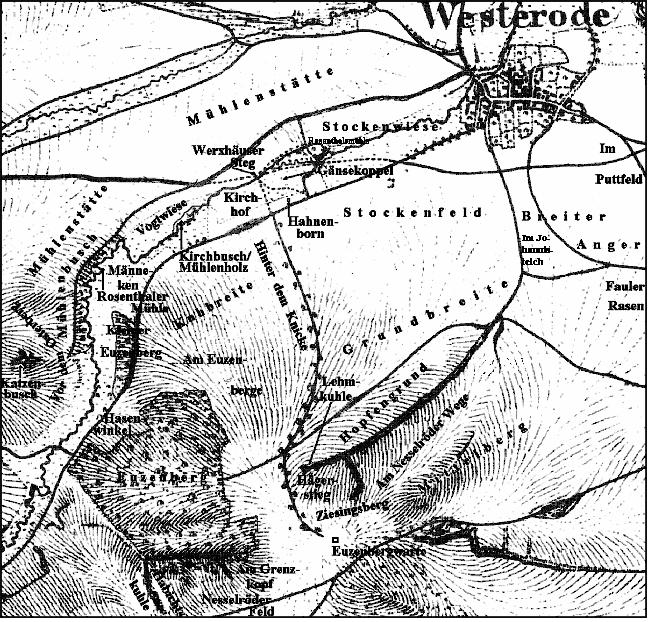
Das Gebiet südlich von Westerode mit der damaligen Euzenbergwarte

An der Straße von Tastungen nach Wehnde am Fuße des Trogberges befindet sich auf einer Höhe von 316 m ü. NHN die Wehnder Warte, auch Feuerhakenwarte genannt. 1413 schlossen Martin von Worbis und sein Bruder Hannes, Mitbesitzer der Burg Bodenstein, und die Stadt Duderstadt einen Vertrag zum Bau eines Wartturmes, aber erst im Jahre 1430 wurde das Bauwerk vollendet. Mit dieser Warte ist aber die nördlich von Wehnde gelegene Hahnekratzwarte gemeint. Wann die Wehnder Warte gebaut wurde, ist nicht genau bekannt, vermutlich aber erst nach dem Bau der Hahnekratzwarte. Der Name Feuerhakenwarte und ein in einem Stein eingemeißelter Feuerhaken deuten auf eine Verbindung zur Adelsfamilie von Wintzingerode. Diese haben vermutlich zusammen mit der Stadt Duderstadt die Warte erst ab der Mitte des 15. Jahrhunderts errichtet, denn 1481 wurde von einem angestellten Wächter auf der „Neuen warte“ berichtet. Ab dieser Zeit waren die Herren von Wintzingerode Alleinbesitzer der Burg Bodenstein und der Ländereien bei Tastungen und Wehnde. 1496 ließ Duderstadt Steine zur neuen Warte fahren, 1520 wurde nochmals die neue Warte bei Wehnde erwähnt. Im Jahr 1532 wurde der Turmwächter Hermann Furhake auf der Warte genannt.
Sulbergwarte
Die Sulbergwarte bei Mingerode stand auf dem nordwestlich von Duderstadt gelegenen Sulberg mit 225 m ü. NHN und wurde im 14. Jahrhundert errichtet. Sie lag an einer von Duderstadt nach Norden verlaufenden mittelalterlichen Fernstraße. Im Jahr 1888 wurden Reparaturmaßnahmen durchgeführt, während andere Warten bereits abgerissen waren und die Steine für andere Bauzwecke verwendet wurden. Der Turm bekam einen ebenerdigen Eingang und wurde für besucher zugänglich gemacht. 1998 wurde die heute als Aussichtsturm genutzte denkmalgeschützte Warte renoviert und wieder mit einem spitzen Dach versehen, mit dem sie eine Höhe von etwa 14,5 m erreicht. Bei diesen Bauarbeiten fand man Dachziegeln aus der Zeit um 1400.
Knapp 200 Meter nordöstlich der Warte befand sich Richtstätte der Stadt Duderstadt. Für die Erhaltung und Pflege des Galgen waren die Bewohner von Mingerode verpflichtet, weswegen es häufig zu Streitigkeiten mit dem Rat der Stadt kam.
Euzenbergwarte
Die Euzenbergwarte stand auf dem 285,6 m ü. NHN hohen Euzenberg am inneren Landwehrring. Sie ist nicht erhalten, lediglich ein kleiner Ringwall mit Bauschutthügel verweist auf ihren Standort. An ihrer Stelle wurde 1926 der 26,4 m hohe Euzenbergturm als weithin sichtbare Landmarke, Hochkreuz und Aussichtsturm errichtet. 
Werxhäuser Warte
Als Ersatz für die 1503 abgerissene Desingeroder Warte oberhalb des Königsberges wurde aus den Abbruchsteinen westlich von Werxhausen auf der Warth am Straßenverlauf nach Himmingerode eine neue Warte gebaut. Die Baukosten beliefen sich wegen Weiterverwendung der Steine nur auf 58 Reichstaler und sie wurde 1506 fertiggestellt. Sie hatte eine Höhe von 12 Metern und einen Durchmesser von 5 Metern. Sie besaß im Oberteil auch eine beheizbare Wohnstube. Ein Graben umgab den Wartturm, unweit wurde ein Brunnen mit Sandsteinverkleidung angelegt. Vor 1914 wurde die Warte abgebrochen.
Bodenseer Warte
Auf dem Höherberg (242 m ü. NHN) östlich von Bodensee befand sich neben der heutigen Wallfahrtskapelle an einem Landwehrabschnitt eine Warte. Wann sie erbaut wurde, ist nicht bekannt, gefundene Keramiken weisen ins 13. bis 15. Jahrhundert. Um 1900 sollen noch Bruchsteinreste vorhanden gewesen sein. Noch heute sind im Gelände Spuren der Warte mit Graben und Wall erkennbar. 
1715 wird der Höherberg in einem Gieboldehausener Lagerbuch als Hägerberg (später auch Heverberg) bezeichnet und abgeleitet davon eventuell auch der Name Hägerwarte. Anderseits heißt noch heute eine Flurgegend am Bodenberg südlich von Berlingerode am Übergang zum Obereichsfeld Hägerwarte. Archäologische Funde oder urkundliche Belege über eine Hägerwarte existieren aber nicht.
Seulinger Warte
Über den 265 Meter hohen Westerberg zwischen Seulingen, der Trudelshäuser Mühle und Landolfshausen verlief bogenförmig der Duderstädter Knick, der eine Breite von 30 bis 50 m hatte und ein oder zwei Gräben aufwies. Auf einer Höhe von etwa 255 m befindet sich das heutige Wirtshaus Seulinger Warte, welches aus einer alten Warte hervorging. Der Berghang nordöstlich der Warte heißt noch der Warteberg. Erbaut wurde sie vermutlich Ende des 14. Jahrhunderts durch die Stadt Duderstadt. 1589 wurde ein neues Warthaus errichtet, wann der Wartturm verfiel, ist nicht bekannt. Die Warte wurde dann Wohnsitz des Knickförsters. Im 19. Jahrhundert wurde sie bereits als Gastwirtschaft und Landwirtschaftsbetrieb genutzt und wurde 1862 von der Stadt an Privat verkauft und noch heute Gasthaus bewirtschaftet. 1995 wurden die Wirtschaftsgebäude durch einen Brand zerstört und danach wieder aufgebaut.
Der heutige Seulinger Warte wurde vermutlich im ausgehenden Mittelalter Mägdebergswarte oder Megedeberger Warte genannt. In einer Urkunde aus dem Jahr 1549 über Streitigkeiten wegen Waldgerechtigkeiten zwischen den Gemeinden Wollbrandshausen und Bernshausen einerseits und den Herren von Plesse andererseits wurde eine Megedeberger Warte genannt, die sich nur am Westerberg befunden haben kann. Der Name Megedeberg/Mägdeberg kann auf das „Hut- und Weiderechts“ beziehen, das den Dorfbewohnern von Landolfshausen zustand und von den Mädchen oder Mägden ausgeübt wurde.

## Heutiger Zustand
An verschiedenen Abschnitten, insbesondere in Waldgebieten, sind noch Teile der ehemaligen Landwehr im Gelände erkennbar und im niedersächsischen Denkmalregister aufgeführt. Weitere Teile sind über Flurnamen oder Forstbezirke namentlich bekannt. Von den Warttürmen sind nur noch die Sulbergwarte und die Wehnder Warte baulich erhalten, und mehrere Ortsbezeichnungen und Bodenmarken verweisen auf weitere Warten. Sie sind innerhalb des Landschaftsschutzgebietes „Untereichsfeld“ berücksichtigt und geschützt.